# Galactic Pinball
Galactic Pinball é um jogo eletrônico que foi lançado para Virtual Boy em 1995. Ele é um jogo básico de pinball que trazia quatro plataformas distintas, cada uma com elementos e objetivos únicos. Em uma das plataformas, Samus Aran, a protagonista da série Metroid da Nintendo, faz um cameo.